# Regiunea carpiană

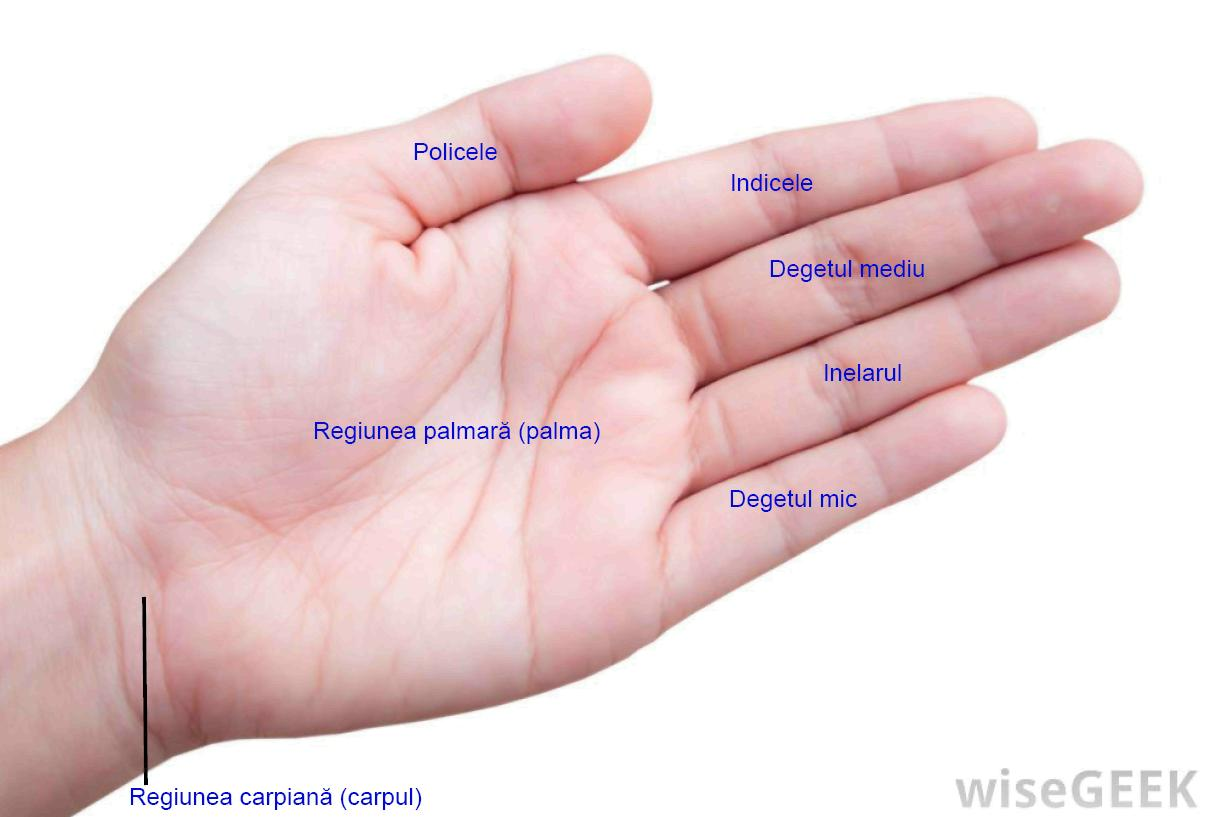
Carpul, regiunea palmară şi degetele mâinii

Regiunea carpiană numită și carp (Carpus) sau regiunea articulară a mâinii (Regio articularis manus), cunoscuta în clinica sub denumirea de gâtul mâinii, pumn, încheietura mâinii, este un segment al membrului superior cuprins între antebraț și mână. Corespunde oaselor carpului și articulației radiocarpiene. Are o formă turtită anteroposterior. Este delimitată de un plan proximal ce trece deasupra capului ulnei și altul distal, constituit de retinaculul flexorilor. Regiunea carpiană (carpul) prezintă două fețe: una dorsală, acoperită de mușchii extensori ai mâinii și degetelor și una anterioară (palmară), care formează șanțul carpului.
Regiunea carpiană (carpul) este un segment anatomic complex format din opt oase ale carpului (scafoidul, semilunarul, piramidalul, pisiformul, trapezul, trapezoidul, capitatul și osul cu cârlig) și articulațiile dintre ele care transmit mișcările inițiate de braț și antebraț către mână. Împreună cu articulația radioulnară distală, acesta permite mișcări combinate de flexie-extensie și deviație radioulnară care determină o rotație a mâinii în jurul axului longitudinal al antebrațului.